# Orachrysops warreni
Warren’s Blue (Orachrysops warreni) là một loài bướm ngày thuộc họ Bướm xanh. Nó được tìm thấy ở Nam Phi, ở đó nó is only known from one hillside in the Verloren Valei in Mpumalanga.
Sải cánh dài 32–36 mm đối với con đực và 32–40 mm đối với con cái. Con trưởng thành bay từ tháng 12 đến tháng 1. Có một lứa một năm.
Ấu trùng ăn Indigofera species.